# Manzini (Region)
Manzini ist eine von vier Regionen in Eswatini. Sie hatte 2017 gemäß Volkszählung 355.945 Einwohner, die Fläche beträgt 4.070 km². Hauptstadt der Region ist die gleichnamige Stadt Manzini. Die Region Manzini grenzt an alle drei anderen Regionen Eswatinis sowie an Südafrika.
Diese Tinkhundla liegen in der Region Manzini:
- Ekukhanyeni
- Hlambanyatsi
- Kwaluseni
- Lamgabhi
- Lobamba Lomdzala
- Ludzeludze
- Mafutseni
- Mahlangatsha
- Mangcongco
- Manzini North
- Manzini South
- Mhlambanyatsi
- Mkhiweni
- Mtfongwaneni
- Ngwempisi
- Nhlambeni
- Ntondozi

Neu seit Januar 2018:
- Nkhomiyahlaba
- Phondo